# Decorsella paradoxa
Decorsella es un género monotípico perteneciente a la familia Violaceae. Su única especie Decorsella paradoxa es originaría de África tropical.

## Descripción
Es un pequeño arbusto que alcanza los 90 a 120 cm de alto. Los tallos son delgados, resistentes, ramificados en el ápice, sin látex blanquecino en la corteza. Las hojas son alternas, pecioladas, oblongo-acuminadas, subagudas, redondeadas o en forma de cuña en la base, papiráceas, muy ligeramente crenuladas, el nervio central con venación nada importante;, visible en ambas caras, con 7-8 pares de nervios laterales.

## Distribución y hábitat
Se encuentra en Guinea y Costa de Marfil en el valle del Agniéby a Accrédiou, en el bosque en la región de los Diola, en los bancales del Boan river, cerca de Danané.

## Taxonomía
Decorsella paradoxa fue descrita por Auguste Jean Baptiste Chevalier y publicado en  Bulletin de la Société Botanique de France 61: 298, en el año 1914.
Sinonimia
- Gymnorinorea abidjanensis (Aubrév. & Pellegr.) Keay
- Rinorea abidjanensis Aubrév. & Pellegr.[4]